# Paul Tait
Paul Tait (Newcastle upon Tyne, 24 ottobre 1974) è un allenatore di calcio ed ex calciatore inglese, di ruolo attaccante.

## Carriera

### Giocatore
Dopo aver giocato nelle giovanili dell'Everton trascorre la stagione 1993-1994 nella prima squadra delle Toffees, senza tuttavia mai scendere in campo in partite ufficiali; l'anno seguente, all'età di 20 anni, esordisce dunque tra i professionisti con la maglia del Wigan, con cui gioca 5 partite nella terza divisione inglese. Successivamente passa ai semiprofessionisti del Runcorn, con i quali nella stagione 1995-1996 gioca in Northern Premier League (sesta divisione); trascorre poi un triennio nel Northwich Victoria in Football Conference (quinta divisione e più alto livello calcistico inglese al di fuori della Football League), per poi nel 1999 venire ceduto al Crewe Alexandra, club con il quale nella stagione 1999-2000 realizza 6 reti in 32 presenze in seconda divisione. Dopo ulteriori 18 presenze senza reti segnate nella medesima categoria (durante la stagione 2000-2001), inizia la stagione 2001-2002 con un breve periodo in prestito all'Hull City, con cui disputa 2 partite in terza divisione; lascia quindi le Tigers e fa ritorno al Crewe, con cui gioca ulteriori 12 partite in seconda divisione.
Nell'estate del 2002, dopo la retrocessione del club in terza divisione, Tait viene ceduto ai Bristol Rovers, club di quarta divisione, dove rimane per due stagioni consecutive mettendo a segno in totale 38 reti in 87 partite di campionato. Gioca poi in quarta divisione anche con il Rochdale (65 presenze e 23 reti), con il Chester City (19 presenze e 8 reti) e con il Boston Utd (33 presenze e 12 reti), per poi scendere nuovamente in quinta divisione con il Southport, dove rimane fino al 2007. Chiude infine la carriera nel 2009, dopo un biennio trascorso in Conference North (sesta divisione) rispettivamente con le maglie di Nortwich Victoria e Barrow (club con il quale conquista anche una promozione in quinta divisione).
In carriera ha totalizzato complessivamente 271 presenze e 87 reti nei campionati della Football League.

### Allenatore
Ha allenato le formazioni Under-18 ed Under-21 dell'Everton, club di cui dal 24 al 29 gennaio 2023 ha anche allenato ad interim la prima squadra, nella prima divisione inglese.

## Palmarès

### Giocatore

#### Competizioni regionali
- Lincolnshire Senior Cup: 1

Boston United: 2005-2006